# ویکتور ساوچنکو
ویکتور ساوچنکو (اوکراینی: Віктор Григорович Савченко؛ زادهٔ ۱۷ september ۱۹۵۲ (۷۲ سال)) ورزشکار بوکس اهل روسیه است.
وی در مسابقات کشوری و بین‌المللی در مجموع برندهٔ ۲ مدال طلا، ۳ مدال نقره، ۱ مدال برنز شده‌است.